# Roy-Alexander Steudle
Roy-Alexander Steudle (* 5. Juli 1993 in Pforzheim, Deutschland) ist ein britischer Skirennläufer deutscher Abstammung. Er startet hauptsächlich in den Speeddisziplinen Abfahrt und Super-G.

## Karriere
Steudle wurde in Deutschland geboren, wuchs jedoch in Whistler, British Columbia auf. Dort erlernte er bereits als Kleinkind das Skifahren. Nachdem er eine britische Schule besucht hatte, entschloss sich Steudle für das Vereinigte Königreich zu starten.
Er gab sein internationales Renndebüt am 22. November 2008 bei einem Juniorenrennen in Geilo. Sein erstes internationales Großereignis bestritt Steudle 5 Jahre später, bei den Juniorenweltmeisterschaften in der Provinz Québec. Dort belegte er als bestes Ergebnis den 56. Rang im Super-G. Bis zu diesem Zeitpunkt war Steudle hauptsächlich bei FIS- und Juniorenrennen an den Start gegangen, was auch in den darauffolgenden Jahren der Fall war.
Am 30. November 2019 gab Steudle sein Weltcupdebüt bei der Abfahrt von Lake Louise, wobei er 61. und letzten Platz belegte. Bisher konnte er sich nie unter den besten 30 eines Weltcuprennens klassieren. Sein bestes Ergebnis ist ein 47. Rang in der Abfahrt von Saalbach-Hinterglemm am 13. Februar 2020.
Am 8. Dezember 2021 erreichte Steudle seinen ersten Podestplatz bei einer kontinentalen Rennserie. Bei der Abfahrt von Lake Louise im Rahmen des Nor-Am Cup belegte er den dritten Platz. Zum Abschluss der Saison 2021/22 wurde er erstmals britischer Meister in der Abfahrt.
2023 nahm Steudle erstmals an einer Alpinen Skiweltmeisterschaft teil. Bei den Wettkämpfen in Courchevel bzw. Méribel erreichte er den 39. Platz, womit er zwei weitere Läufer, Iwan Kowbasnjuk aus der Ukraine und Lauris Opmanis aus Lettland, hinter sich lassen konnte.
Bei den Weltmeisterschaften 2025 in Saalbach belegte Steudle Rang 29 im Super-G. Während des dritten Abfahrtstrainings stürzte Steudle und zog sich dabei einen Muskelfaserriss zu, woraufhin er die Saison vorzeitig beenden musste.

## Erfolge

### Weltmeisterschaften
- Courchevel/Méribel 2023: 39. Abfahrt, DNF Super-G, DNF Alpine Kombination
- Saalbach 2025: 29. Super-G

### Juniorenweltmeisterschaften
- Québec 2013: 56. Super-G, DNF Riesenslalom

### Europacup
- 2 Platzierungen unter den besten 30

### Nor-Am Cup
- 2 Platzierungen unter den besten 5, davon ein Podestplatz

### South American Cup
- 2 Platzierungen unter den besten 5, davon ein Podestplatz

### Weitere Erfolge
- Britischer Meister in der Abfahrt (2022)
- Bronze bei den britischen Meisterschaften in der Abfahrt (2012)
- Bronze bei den Britischen Meisterschaften im Super-G (2012)
- Bronze bei den Britischen Meisterschaften im Riesenslalom (2012)